# 青木慈雲
青木 慈雲（あおき じうん、本名:青木理、1929年2月 - 1998年4月11日）は、僧侶、画家。大本山妙尊寺（三重県）、総本山龍覚寺・慈雲院（山梨県）、妙海寺（山口県）管主。

## 生涯
- 1929年（昭和4年2月）神奈川県鎌倉郡瀬谷村（現横浜市瀬谷区）に生まれる。実家は旅籠経営で、母は身延山に帰依する法華経信者、叔父は真言宗の僧侶という環境であった。
- 1943年（昭和18年）4月 旧制中学卒業後、清水高等商船学校航海科卒。
- 日本郵船に所属し高浜の海員学校、児島商船学校（岡山県）で教員を務める。
- 1953年（昭和28年）4月武蔵野美術学校（現在の武蔵野美術大学）油絵科入学。
- 1958年（昭和33年）4月同校卒業。
- 1960年（昭和35年） 作品が一線美術会の文化賞を受賞。その後、横浜でデザイン事務所を興す。この頃より仏教への傾倒が始まり東京大学の聴講生としてインド哲学などを学ぶ。
- ホノルル大学にて宗教哲学博士の学位を得る。
- 1977年（昭和52年）宗教法人妙法山設立。
- 1982年（昭和57年）3月28日大本山妙尊寺を開山。
- 1985年（昭和60年）大荒行を行う。慈雲はこの際、衆生救済の大誓願を立て、飲まず、食わず、眠らず、横にならずという四無行（非行非坐三昧行）に入り5度の心臓停止が起こったとされる。
- 1996年（平成8年）10月 スリランカ国立コロンボ大学名誉主席教授に就任。ウェスタン・キャンパスを建設。
- 1997年12月26日、末期肺癌で余命4ヵ月～6ヵ月、手術不可の告知を受ける。余生を芸術活動、著述、写真、作詞、作曲などに打ち込むがその間、動揺は全くなかったとされる。自分自身の葬送曲である「慈雲葬送曲」を作曲、演奏を自ら行う。
- 1998年4月11日、死去。享年69歳[1]。
- 山梨県都留市に妙法山総本山龍覚寺を建立。資金は画家でもある慈雲が自ら画いた絵画を信者に差し上げたものに対していただいたお布施と10年～15年かかって托鉢で集めたもので、無借金で建てたと説明[1]。

## 美術家として
現代美術協会設立に参加その後、一線美術会に移籍。美術家として多くの作品を残している。
- 1953年 - 現代美術協会展新人賞受賞。
- 1954年 - 現代美術協会展マツダ賞受賞と同時に会友に推挙される。
- 1955年 - 現代美術協会展現代美術協会賞受賞と同時に会友に推挙される。東京銀座の村松画廊で個展を開催。
- 1956年 - 東京画廊で個展。
- 1957年 - 武蔵野美術大学油絵科卒業。
- 1957年 - 一線美術展新人賞受賞。一線美術会員展出品（東京銀座松坂屋）。
- 1958年 - 東京銀座・村松画廊に於いて個展。一線美術展プールブ賞受賞。
- 1959年 - 一線美術展、一線美術文化賞受賞を機に画壇を離れる。以後30年間、作品を発表せず。この間、心象的絵画の研鑽を行っていたとされる。
- 1990年 - 30年間の沈黙を破り画壇にカムバック。国際アカデミー賞受賞。国際美術団体美展名誉会長に就任。同展・京都美術館に200号を発表。
- 1991年 - 国際美術団体美展秀作展出品「東京芸術劇場」。国際美術団体美展京都美術館に大作発表。国際親善美術展・内閣総理大臣賞受賞。水潮会展大賞受賞。近代美術協会顧問に就任。韓国より国際文化大賞を受賞。国際親善美術展出品、愛知県知事賞受賞。国際財団展設立展初代総裁に就任する。
- 1997年 - 国際美術文化賞（フランス）受賞[2]。

## その他
- 初期のピンク映画の助監督をしていたこともあり、自ら管主を務める宗教団体の宣伝ビデオなども制作[3]。
- TVのオカルト、心霊番組などにしばしば出演し、全国の霊場などを弟子の尼僧らとともに鎮魂行脚を行う様子などが放映され、その精力的な姿と真っ白なあご鬚を蓄えた独特の風貌、あくの強いだみ声などで織田無道、宜保愛子などとともにお茶の間の人気を博す[3]。
- 慈雲美術館を計画建設中であった[1]。
- 甥のダボム(ダポム)が心霊タレントとして心霊DVDなどに出演している

## 著書・作品
- 小説「誘い」[1]
- 「慈雲の独白（ひとりごと）」[1]
- 『霊的知性学』青木慈雲/妙法山（レーザーディスク）[1]
- 『日本人の魂は死なず - 慈雲死後の世界』[1]
- 『縄文の血族』[1]